# Dipturus intermedius
Pocheteau intermédiaire
Espèce
Statut de conservation UICN

 CR  : 
En danger critique
Dipturus intermedius, le Pocheteau intermédiaire, est une espèce de raies de la famille des Rajidae qui se rencontre dans l'Atlantique nord. C'est une espèce en danger critique d’extinction. Sa croissance lente et sa faible fécondité la rendent particulièrement vulnérable à la surexploitation, faisant de sa conservation une priorité pour préserver les écosystèmes marins.

## Description
Dipturus intermedius est une espèce d’élasmobranche qui se reconnaît facilement grâce à la couleur de son iris, d’un vert olive foncé. Elle possède un corps imposant, avec une forme en losange bien marquée, avec un museau long et pointu. Sa queue est robuste et allongée, et se termine par deux petites nageoires dorsales bien espacées. Chez les jeunes raies, la peau est lisse des deux côtés. En grandissant, elles développent des épines sur leur tête et le long des bords avant de leur corps, mais leur disque central en reste dépourvu. Une ligne de 12 à 18 petites épines parcourt le long de la queue jusqu’à la première nageoire dorsale, avec une ou deux épines entre les deux nageoires. Les grandes raies en possèdent aussi sur les bords inférieurs de leur queue, qui pointent vers l’avant (Ebert et Stehmann, 2013).
La couleur de la raie change avec l’âge. Sur le dessus, elle est d’un vert olive foncé, avec quelques taches claires. En vieillissant, sa couleur devient brun grisâtre, et certaines présentent une tache ronde plus claire sur un fond sombre, entourée de motifs en forme de lignes ondulées. Sur le dessous, les jeunes individus sont sombres, mais leur ventre s’éclaircit en grandissant pour devenir gris-blanc chez les adultes. Cependant, certaines parties, comme la tête et les zones proches des nageoires, restent toujours d’un gris pâle. Enfin, on peut voir de petits points noirs et des lignes sur la peau, qui correspondent aux pores sensoriels de la raie (Ebert et Stehmann, 2013).

## Écologie

### Biologie
Comme la plupart des élasmobranches, les raies présentent des caractéristiques biologiques associées à une faible résilience face à l’exploitation, à savoir une croissance lente, une grande taille et un âge avancé à maturité, ainsi qu’une faible fécondité produisant un petit nombre de grands descendants. La raie Dipturus intermedius illustre bien ces traits : elle peut atteindre une longueur maximale de 285 cm et possède une taille à l’éclosion relativement grande de 25 cm (Ebert & Stehmann, 2013). Ces caractéristiques la rendent particulièrement vulnérable à la capture dans les engins de pêche tout au long de son cycle de vie (Brander, 1981). L’exploitation commerciale a notamment contribué au déclin de la raie commune dans la mer du Nord et à sa disparition de la mer d’Irlande (Régnier et al., 2021).
Les mâles Dipturus intermedius présentent généralement un taux de croissance plus rapide que les femelles, un phénomène observé chez plusieurs espèces de raies. Ils atteignent ainsi la maturité à un âge plus précoce que les femelles (Iglésias et al., 2010). L’âge maximal estimé pour les mâles est de 28 ans, et de 47 ans pour les femelles (Régnier et al., 2021).
Les femelles montrent une variation significative dans leur taux de croissance : les femelles à croissance rapide atteignent la maturité sexuelle à environ 10 ans, tandis que celles à croissance lente peuvent ne l’atteindre qu’après 25 ans (Régnier et al., 2021). Les mâles présentent également une variabilité de croissance, mais moins marquée : leur maturité est atteinte entre 7 et 16 ans selon leur vitesse de croissance (Régnier et al., 2021). Toutefois, les estimations des âges à maturité doivent être interprétées avec prudence, notamment pour les individus proches de leur taille asymptotique, à savoir leur taille maximale théorique. Par ailleurs, étant des ectothermes, les raies sont sensibles à la température, qui influence fortement leurs taux de développement et de croissance. Ainsi, les différences de croissance observées entre les populations résidentes et transitoires pourraient être attribuées à des régimes de température distincts, ainsi qu’à des niveaux d’activité différents selon les habitats (Neat et al., 2015).

### Reproduction
La raie Dipturus intermedius est une espèce ovovivipare se distingue par une reproduction nécessitant des conditions spécifiques pour le développement de ses œufs. Une étude récente a documenté une durée d'incubation de 18 mois pour une oothèque observée dans une eau dont la température variait entre 8 et 13 °C (Benjamins et al., 2021). Ces œufs, enveloppés dans des oothèques rectangulaires mesurant de 100 à 144 mm de large et 130 à 235 mm de long, sont adaptés afin de protéger l’embryon tout au long de son développement (Dodd et al., 2022). Chaque capsule comporte une corne courte à chacun de ses coins et est traversée par une carène sur ses plus longs côtés. Un mince filament de tissu, plus large à l’extrémité antérieure, permet l’éclosion de l’embryon. Initialement dorées et lisses, les oothèques se détériorent avec le temps, laissant apparaître des bandes parallèles à leurs carènes (Benjamins et al., 2021). Une femelle pond en moyenne 40 œufs par an (Brander, 1981).
Les œufs de Dipturus intermedius nécessitent un habitat spécifique pour un développement optimal, notamment une température stable, des courants modérés pour oxygéner l’embryon, et un environnement protégeant les œufs des sédiments et de la prédation (Hoff, 2010 ; Hoff, 2008).
En Écosse, la première nurserie d’œufs de Dipturus intermedius a été identifiée dans un habitat de galets et de rochers, entre 25 et 58 m de profondeur (Dodd et al., 2022). Ce site présente des caractéristiques clés : un indice de rugosité élevé, une faible sédimentation, et des courants atteignant 0,2 m/s (Dodd et al., 2022).
Dans d’autres régions, des œufs ont été observés sur des substrats rocheux ou à plus de 20 m de profondeur, parfois en groupes de 20 à 40 œufs (Phillips et al., 2021). Il est probable que les femelles reviennent annuellement aux mêmes sites pour pondre (Dodd et al., 2022).
Après l'éclosion, les jeunes raies quittent les nurseries d’œufs pour des habitats adaptés à leur croissance. Les conditions favorables aux œufs ne conviennent pas nécessairement aux juvéniles, ce qui explique ce changement de site (Hoff, 2010).
Ces comportements reproductifs et ces exigences environnementales mettent en évidence l’importance de protéger les habitats spécifiques nécessaires à chaque étape de leur cycle de vie.

## Répartition et habitat
En 2006, l’Union Internationale pour la Conservation de la Nature (UICN) attribuait au complexe « raie commune », qui incluait alors à la fois D. intermedius et D. batis, une aire de répartition très étendue. Celle-ci couvrait le nord de l’Atlantique, de l’Islande et de la mer de Barents, jusqu’au sud du Sénégal et aux Açores, tout en englobant également la mer Méditerranée (Dulvy et al., 2006). À cette époque, les limites exactes des habitats respectifs des deux espèces n’étaient pas encore définies, ce qui a entrainé une surestimation de leur répartition.
Une évaluation plus récente, menée en 2021 par l’UICN, a permis de mieux distinguer les zones occupées par D. intermedius. L’espèce est désormais reconnue comme présente dans plusieurs régions spécifiques du nord-est de l’Atlantique, notamment les îles Féroé, l’Irlande, la Norvège et le Royaume-Uni (Ellis et al., 2021). Cependant, dans plusieurs pays européens comme la Belgique, le Danemark, la France, l'Allemagne, les Pays-Bas, le Portugal, la Russie européenne et l'Espagne, sa présence reste incertaine ou non confirmée (Ellis et al., 2021).
Des avancées récentes en génétique ont toutefois permis de valider la présence de D. intermedius dans des zones plus méridionales, incluant le sud du Portugal et les Açores (Bache-Jeffreys et al., 2021). Ces résultats élargissent notre compréhension de son habitat potentiel, bien qu’ils soulignent également la nécessité de recherches complémentaires pour confirmer ces signalements.
Au Royaume-Uni et en Irlande, une distinction latitudinale marquée a été observée entre D. intermedius et D. batis. Alors que D. intermedius semble préférer les zones plus septentrionales et orientales, D. batis est davantage présent dans les régions méridionales et occidentales (Griffiths et al., 2010). Pourtant, des études récentes ont révélé un chevauchement plus fréquent entre ces deux espèces qu’on ne le pensait auparavant, partageant des habitats similaires dans certaines régions (Frost et al., 2020). Malgré cela, D. intermedius est plus fréquemment observé dans des zones côtières, notamment celles offrant des profondeurs suffisantes pour ses besoins écologiques.
Aujourd’hui, D. intermedius est principalement concentrée dans les eaux du nord-est de l’Atlantique, notamment au nord de la mer du Nord, ainsi que le long des côtes nord et ouest de l’Écosse, de l’Irlande du Nord et de l’Irlande. Son aire de répartition s’étend également jusqu’à la mer Celtique (Garbett et al., 2023). Des observations ont été rapportées dans des régions comme le sud et l’ouest de la Norvège, le golfe de Gascogne, le Portugal et les Açores (Garbett et al., 2023).
En termes de profondeur, l’espèce est principalement observée entre 50 et 600 mètres, occupant des habitats situés dans les mers côtières du plateau continental (Garbett et al., 2023). Cependant, les variations locales dans la profondeur et la disponibilité des habitats favorables pourraient jouer un rôle dans les différences régionales de densité de population.
À ce jour, aucune preuve concluante ne confirme la présence de D. intermedius en Méditerranée. Les recherches dans cette région ont identifié d’autres espèces apparentées du genre Dipturus, notamment D. nidarosiensis et D. oxyrinchus, mais D. intermedius n’a pas été identifiée (Garbett et al., 2023). Des investigations supplémentaires seraient nécessaires pour exclure totalement la possibilité d’une présence de cette espèce en Méditerranée.
L’aire de répartition observée de D. intermedius reste fragmentée. Peu ou pas d’observations récentes ont été signalées dans des zones autrefois incluses dans son habitat, comme le sud de la mer du Nord, la mer d’Irlande ou certaines parties de l’Atlantique nord-est. Cette fragmentation reflète non seulement des lacunes dans les données disponibles, mais aussi l’impact possible des pressions environnementales et anthropiques sur ses habitats naturels. Ces pressions incluent la surpêche, la dégradation des habitats marins et les perturbations liées aux activités humaines dans les zones côtières (Garbett et al., 2023).
Bien que des progrès aient été réalisés pour clarifier les limites de l’habitat de D. intermedius, de nombreuses incertitudes subsistent quant à l’étendue réelle de sa répartition et aux facteurs influençant son déclin. Des recherches supplémentaires, notamment sur sa distribution historique et actuelle, ainsi que des efforts de conservation renforcés, sont essentiels pour mieux protéger cette espèce en danger critique d’extinction.

## Taxonomie
Le nom valide complet (avec auteur) de ce taxon est Dipturus intermedius (Parnell, 1837).
Ce taxon porte en français le nom vernaculaire ou normalisé suivant : Pocheteau intermédiaire.
Des études récentes indiquent que ce qui était autrefois identifié comme une seule espèce, la « raie commune », représente en réalité deux espèces distinctes : la raie Dipturus intermedius, et la raie Dipturus batis (Garbett et al., 2023). Toutefois, certaines mesures de gestion et de conservation, mises en place avant cette révision taxonomique, continuent de se référer à la raie commune sous le nom générique de D. batis. Cette ambiguïté peut entraîner des erreurs dans l'évaluation des populations, leur répartition géographique et la gestion des pêcheries, compromettant alors les efforts de conservation (Garbett et al., 2023). 
Dans l'Atlantique Nord, le genre Dipturus comprend actuellement cinq espèces reconnues : Dipturus batis, Dipturus intermedius, Dipturus laevis, Dipturus oxyrinchus et Dipturus nidarosiensis (Costello et al., 2013). Les deux premières espèces, anciennement regroupées sous le nom de complexe « raie commune », sont classées en danger critique d'extinction sur la Liste rouge de l'UICN, tandis que les autres sont en danger ou quasi menacées (Garbett et al., 2023). Comme tous les élasmobranches, les espèces de Dipturus de l'Atlantique Nord présentent des caractéristiques de cycle biologique les rendant particulièrement vulnérables à la surexploitation (Garbett et al., 2023). 
Historiquement, les taxonomistes, depuis Aristote, ont regroupé les raies sous des termes collectifs tels que « βάτος ». Cette approche généraliste a persisté en Europe jusqu'à récemment, et les débarquements de raies étaient alors signalés sous l'appellation générique de « raies » dans les pêcheries commerciales (Silva et al., 2012). Cependant, la législation européenne exige depuis 2008 dans la mer du Nord, et 2009 dans les mers Celtiques, le golfe de Gascogne et les eaux ibériques, que les principales espèces soient déclarées au niveau de l’espèce (Ellis et al., 2010). Malgré cela, l'absence de différenciation antérieure a nui à la qualité des données concernant les captures, la répartition, la structure des populations et leur abondance, entravant les évaluations et les efforts de gestion (Garbett et al., 2023). 
Sur la base de différences morphologiques, génétiques et écologiques, les deux formes de « raie commune », Dipturus batis et Dipturus intermedius représentent bien deux espèces distinctes (Iglésias et al., 2010). Une répartition nord-sud pour ces deux espèces cryptiques a également été découverte (Griffiths et al., 2010). 

### Synonymes
Dipturus intermedius a pour synonymes :
- Raia intermedia Parnell, 1837
- Raja intermedia Parnell, 1837

### Étymologie
Son épithète spécifique, du latin intermedius, « intermédiaire », est présumée faire référence à la forme de cette espèce entre Dipturus batis et Dipturus oxyrinchus.

### Publication originale
- (en) Parnell, R. (1837). An account of a new species of British bream, and a species of skate new to science; with a list of, and observations on, the fishes of the Frith of Forth and neighborhood. Proceedings of the Royal Society of Edinburgh. 166-167, Pl. 2.

## Conservation
Depuis 2009, l’Union Européenne a mis en place une réglementation stricte visant à protéger le complexe « raie commune » (Dipturus batis et Dipturus intermedius). Ces espèces figurent parmi les espèces interdites, ce qui signifie que leur capture, conservation et débarquement sont proscrits (Garbett et al., 2023). Tout spécimen capturé accidentellement dans les eaux de l’UE doit être immédiatement relâché. En complément, le règlement (UE) 2015/812 impose aux pêcheurs commerciaux d’enregistrer tous les rejets du complexe « raie commune », permettant ainsi un suivi plus précis des interactions entre ces espèces et des activités de pêche (Garbett et al., 2023).
Historiquement, la protection de ces raies s’est inscrite dans le cadre de mesures de conservation plus générales. Le complexe « raie commune » a été inscrite à la liste des espèces menacées et en déclin de l’annexe V de la convention OSPAR, et elle bénéficie d’un statut prioritaire dans le cadre du plan d’action britannique pour la biodiversité (Garbett et al., 2023). Toutefois, la reconnaissance de D. batis et D. intermedius comme deux espèces distinctes a permis de développer des approches de conservation plus ciblées et adaptées aux besoins spécifiques de chacune.
En Écosse, des Aires Marines Protégées (AMP) ont été établies pour préserver les habitats essentiels à la survie de ces espèces. La première AMP dédiée au complexe a été désignée en 2016, couvrant la région du Loch Sunart et du Sound of Jura (Garbett et al., 2023). Cette aire de 741 km² protège particulièrement les adultes de D. intermedius, qui présentent une forte fidélité au site, documentée grâce à des études de marquage-recapture et de télémétrie (Neat et al., 2015). Les données ont révélé que les raies adultes occupent principalement des eaux profondes (100 à 150 m) pendant les mois d’été, avec des déplacements vers des zones moins profondes en hiver (Thorburn et al., 2021).
En mars 2021, une découverte majeure a eu lieu dans le Sound of Skye : une forte densité d’œufs de D. intermedius a été observée, laissant penser qu’il s’agissait d’un site de ponte (Garbett et al., 2023). Pour protéger cette zone des perturbations liées aux activités de pêche, une AMP d’urgence appelée Red Rocks et Longay été mise en place. À la suite de rapports supplémentaires provenant de plongeurs, cette aire a été étendue à 12,55 km² et désignée comme AMP potentielle, soumise à consultation publique en février 2022 (Dodd et al., 2022).
Malgré ces initiatives, les deux espèces du complexe demeurent classées « En danger critique d’extinction » sur la Liste rouge de l’UICN depuis 2006 (Dulvy et al., 2006). Cette classification reflète les impacts cumulés d’une surexploitation historique et actuelle des élasmobranches, un groupe particulièrement vulnérable. En effet, les élasmobranches, qui incluent les raies et les requins, constituent le groupe de vertébrés marins le plus menacé, avec un quart des espèces figurant sur la Liste rouge des espèces menacées de l’UICN (Dulvy et al., 2014).
L’évaluation de l’UICN a également souligné l’importance d’une délimitation précise des aires de répartition historiques et actuelles de ces espèces (Garbett et al., 2023). Cette information est cruciale pour évaluer les réductions de leur aire de distribution et pour guider les efforts de conservation (Garbett et al., 2023). Cependant, la gestion efficace de ces raies reste entravée par un manque de résolution taxonomique, et par des lacunes dans les connaissances sur leur écologie et leur comportement reproductif (Garbett et al., 2023).